# Culicoides antennalis
Culicoides antennalis är en tvåvingeart som beskrevs av Lee och Reye 1953. Culicoides antennalis ingår i släktet Culicoides och familjen svidknott. Inga underarter finns listade i Catalogue of Life.